# Доктор Дулиттл (фильм, 1967)
«Доктор Дулиттл» (англ. Doctor Dolittle) — американский музыкальный фильм режиссёра Ричарда Флейшера. Сценарий написан Лесли Брикассом на основе книг Хью Лофтинга о докторе Дулиттле — «История доктора Дулиттла», «Путешествия доктора Дулиттла» и «Цирк доктора Дулиттла».
Производство фильма столкнулось с многочисленными проблемами, включая неудачно выбранные места съёмки и технические трудности с размещением большого количества животных-«актёров». Первоначальный бюджет фильма, запланированный в размере 6 млн долларов, вырос почти в три раза и окупился c прибылью в 9 млн долларов после выхода на экран в 1967 году.
Фильм получил в целом негативные отзывы критиков, но, благодаря лоббистским усилиям киностудии, был удостоен премий «Оскар» за лучшую песню к фильму и лучшие визуальные эффекты.
По мотивам фильма в 1998 году был выпущен одноимённый ремейк с Эдди Мерфи в роли доктора Дулиттла.

## Сюжет
События происходят в викторианской Англии XIX века. Двое друзей — Мэттью Магг и Том Стаббинс — хотят спасти раненого гуся и посещают дом легендарного ветеринара Джона Дулиттла. Он начинал свою деятельность как обычный терапевт, но вскоре понял, что его призвание — лечить животных. Свой дом доктор делит со множеством зверей, с которыми он умеет разговаривать. Мечта доктора Дулиттла — найти таинственное существо, великую розовую морскую улитку. Мэттью, Том, доктор Дулиттл и его питомцы — шимпанзе Чичи и попугай Полинезия, отправляются в путешествие. По дороге они знакомятся с разными людьми и их питомцами, попадают в тюрьму и цирк, спасают сказочную ламу Тяни-Толкай и знакомятся с очаровательной Эммой Фейрфакс. В конце путешествия доктор находит легендарную улитку и вылечивает её от простуды.

## В ролях
- Рекс Харрисон — Доктор Джон Дулиттл
- Саманта Эггар — Эмма Фейрфакс (персонаж, придуманный специально для экранизации)
- Энтони Ньюли — Мэтью Магг
- Ричард Аттенборо — Альберт Блоссом
- Питер Балл[англ.] — Генерал Беллоуз
- Мюриэль Ландерс[англ.] — Миссис Блоссом
- Уильям Дикс — Томми Стаббинс
- Джеффри Холдер — Уильям Шекспир Х, правитель острова (персонаж, прообразом которого является принц Бампо из книг Лофтинга)
- Порция Нельсон[англ.] — Сара Дулиттл, сестра доктора
- Норма Варден — леди Петерингтон, старая ипохондричная особа, пациентка доктора Дулиттла в бытность его практикующим врачом
- Джинни Тайлер[англ.] (в титрах не указан) — голос попугая Полинезия
- Джек Рейн[англ.] (в титрах не указан) — священник
- Анджело Росситто (в титрах не указан) — карлик

## Саундтрек
1. «Overture»
2. «My Friend the Doctor» — Мэтью
3. «The Vegetarian» — доктор Дулиттл
4. «Talk to the Animals[англ.]» — доктор Дулиттл, попугай Полинезия
5. «If I Were a Man» — Эмма
6. «At the Crossroads» — Эмма
7. «I’ve Never Seen Anything Like It» — Блоссом, доктор Дулиттл, Мэтью
8. «Beautiful Things» — Мэтью
9. «When I Look in Your Eyes» — доктор Дулиттл
10. «Like Animals» — доктор Дулиттл
11. «After Today» — Мэтью
12. «Fabulous Places» — доктор Дулиттл, Эмма, Мэтью, Томми
13. «Where Are the Words?» (удалённый эпизод) — Мэтью
14. «I Think I Like You» — доктор Дулиттл, Эмма
15. «Doctor Dolittle» — Мэтью, Томми, дети-островитяне
16. «Something in Your Smile» (удалённый эпизод) — доктор Дулиттл
17. «My Friend the Doctor» (реприза) — хор.

## Производство фильма
Компания 20th Century Fox первоначально предполагала привлечь для создания фильма актёра Рекса Харрисона, либреттиста Алана Лернера и композитора Фредерика Лоу (автора мюзикла «Моя прекрасная леди»), но Лоу перестал писать для мюзиклов. Для написания сценария был первоначально приглашён Алан Лернер, но поскольку он затягивал с написанием сценария более года, продюсер А. Джекобс уволил его 7 мая 1965 года. В конечном счёте Джекобс остановил выбор сценариста на Лесли Брикассе, авторе сценария имевшего бурный успех мюзикла «Остановите Землю — я сойду». Первая встреча Джекобса с Брикассом состоялась 6 мая 1965 года, после чего Брикасс начал активно работать над сценарием, предлагая многочисленные сюжетные идеи, в частности, включение многих песен и «смягчение» тех аспектов книг Лофтинга, которые воспринимались как расистские, что нашло одобрение вдовы Лофтинга. После утверждения автором сценария Брикасса Рекс Харрисон в свою очередь начал выдвигать необоснованные требования. В частности, планировавшийся на роль принца Бампо Сэмми Дэвис-младший был заменён Сидни Пуатье, несмотря на то, что Пуатье не был музыкальным исполнителем. В конце концов эпизод с Бампо был полностью вырезан, и обсуждался вопрос о замене Харрисона на канадского актёра Кристофера Пламмера, с которым уже был заключён контракт, но когда Харрисон согласился остаться, продюсеру пришлось выплатить Пламмеру «отступные». Бюджет фильма, изначально запланированный в размере 6 млн долларов, был в конечном итоге перекрыт почти в три раза.
Сцены на лоне природы первоначально снимали в селе Касл Комб в английском графстве Уилтшир. Поскольку продюсеры изначально не учли, что дрессированные животные, предназначенные для съёмок фильма, должны пройти карантин при въезде в Великобританию, их всех пришлось заменить другими животными, что привело к значительному росту расходов. Дождливая погода летом в Англии постоянно мешала съёмкам, к тому же создавая проблемы со здоровьем животных. Кроме того, ход съёмок вызвал негативную реакцию у местного населения, особенно после того как искусственная дамба, сооружённая возле деревни, была взорвана британским офицером (и будущим известным путешественником) Р. Файнсом, поскольку тот опасался, что она разрушит деревню. В конце концов продюсеры решили провести дорогостоящие пересъёмки в Калифорнии.
Часть съёмок велась в Мэригот Бэй (Сент-Люсия). Это место также было проблематично из-за частых тропических штормов, прерывавших съёмки. Во время съёмок некоторые из животных-«актёров» кусали Рекса Харрисона. Кроме того, съёмка финальной сцены с героями, плывущими домой на гигантской улитке, осложнялась не только недостатками в конструкции декораций, но ещё и реакцией местного населения, которое сочло съёмочную группу виновницей эпидемии желудочно-кишечного заболевания своих детей и закидало группу камнями. Позднее в честь доктора Дулиттла бар в отеле «Marigot Bay Hotel», расположенном на острове, был назван «Pink Snail Champagne Bar», а его стены были украшены оригинальными фотографиями из фильма.
Во время съёмок отношения в актёрской группе были весьма напряжёнными. Ньюли регулярно выступал с антисемитскими нападками на Харрисона, который в свою очередь требовал «урезать» роль Ньюли вплоть до полного удаления её из фильма. Окружение Харрисона выступало с расистскими нападками на Джеффри Холдера, а сторонники Холдера, молодые актёры, не оставались в долгу. Некоторые конфликтные сцены заснял оператор Роберт Сёртис.
Наконец незадолго до выхода фильма в прокат Хелен Уинстон, предполагавшаяся ранее на должность продюсера фильма, предъявила компании 20th Century Fox иск на 4,5 млн долларов за нарушение авторских прав Ларри Уоткина, написавшего сценарий фильма со сценой забастовки животных, которая вошла в отснятый фильм. Сценарист фильма Лесли Брикасс читал сценарий Уоткина, но полагал, что этот эпизод взят непосредственно из текстов Лофтинга, и включил его в свой сценарий. Поскольку продюсеры имели право только на экранизацию оригинальных текстов Лофтинга, они понимали, что проиграют в суде, и были вынуждены пойти на мировую сделку. В итоге упоминание о забастовке животных осталось в фильме, но она не показана в деталях.